# Meadows (Zuid-Australië)
Meadows is een plaats in de Australische deelstaat Zuid-Australië en telt 1726 inwoners (2006).